# Suro Baru (Suro Baru)
Suro Baru is een bestuurslaag in het regentschap Aceh Singkil van de provincie Atjeh, Indonesië. Suro Baru telt 387 inwoners (volkstelling 2010).